# الملحة
الملحة قرية سعودية في منطقة المدينة المنورة. تتبع مركز اليتمة، تقع جنوب المدينة المنورة، وتبعد عنها قرابة 75 كم. في شرقها تقع اليتمة وتبعد عنها 18 كم، وفي غربها تقع خلص وتبعد عنها 12 كم.